# Specijalne snage Vojske Sjedinjenih Američkih Država
Specijalne snage Vojske Sjedinjenih Američkih Država (eng. United States Army Special Forces), poznate i pod nadimkom "Zelene beretke", su snage za specijalne operacije Vojske Sjedinjenih Američkih Država. Njihove misije su nekonvencionalno ratovanje, inozemna unutarnja obrana, direktna akcija, protuterorizam i specijalno izviđanje.

## Kvalifikacijski trening Specijalnih snaga

### Selekcija i obuka
Pripreman – 25 dana: fizički trening, čitanje mapa i instrukcije kopnene navigacije; praktične vježbe za kopnenu navigaciju i trening normalnih zadataka.

Procjena i selekcija – 24 dana (Camp Mackall, NC): mnogobrojni poligoni velikih udaljenosti provođeni tijekom dana i noći s punom opremom u raznim vremenskim uvjetima i grubim terenima. Kopnena navigacija radi se individualno bez asistencije instruktora ili kolege studenta i uvijek pod određenom granicom vremena. Svaki poligon kopnene navigacije ima svoje maksimalno vremensko ograničenje koje se smanjuje dok student napreduje, unutar 19 km. Instruktori ocjenjuju kandidate postavljanjem raznih prepreka, timskih događaja koji uključuju micanje teških predmeta kao što su telefonski stup i stari džipovi, kroz pijesak s 12 čovjeka, vojni fizički fitness test, plivanje, te mnogi testovi inteligencije i test sposobnosti za strane jezike.
- One koji samovoljno odustanu instruktori označe da se neće vratiti, to općenito znači da je prilika za kandidata da postane operator Specijalnih snaga iskorištena/završena. Kandidati koji su odustali, a još su aktivnoj službi, bit će prebačeni nazad u svoje prethodne konvencionalne jedinice.
- Kandidati koji su „medicinski odbačeni“ i onima koji zbog toga nisu zdravstveno otpušteni iz vojske radi ozbiljne ozljede, je najčešće dopušteno „reciklirati se“ i ponovo polaziti poligon čim su postali fizički sposobni za to.
- Kandidatima koji nisu odabrani unatoč tome što su uspješno prošli poligon će biti dana prilika da ponovo krenu na selekciju za 12 ili 24 mjeseca.

Nakon selekcije, svi koji su u aktivnoj vojnoj službi i koji su početno pristupili, a prijavljeni su pod programom 18X će biti obaviješteni o: pet aktivnih Grupa specijalnih snaga i četiri vojnih radnih specijalnosti koji će im biti prvotno dostupni. Polaznici će željene jezike potrebne za svaku Grupu specijalnih snaga ispuniti na „popisu želja“. Prijavljeni dočasnici će zatim odabrati koju radnu specijalnost preferiraju (18B, 18C, 18D, 18E). Kandidati časnici polažu trening samo za 18A. Oboje časnici i dočasnici će biti upisani po redu u kojoj Grupi specijalnih snaga žele biti dodijeljeni (1., 3., 5., 7., 10.), te u kojim jezicima žele biti uvježbani. Odabir jezika ovisi o postignutim bodovima studenta u ispitu sposobnosti za strane jezike, isto vrijedi i za odabir Grupe. Razne Grupe specijalnih snaga se specijaliziraju za razna područja djelovanja, koja zahtijevaju određene jezike. Radna specijalnost, Grupa i jezik koje je kandidat odabrao nisu garantirani te ovise o potrebama zajednice Specijalnih snaga. Općenito 80% odabranih kandidata je nagrađeno sa svojim primarnim izborima.
Uspješni polaznici s aktivnom službom će biti privremeno vraćeni u svoje prethodne standardne jedinice radi čekanja mjesta za kvalifikacije, dok će polaznici s početnim pristupom (znači da nikad prije nisu služili u vojsci) odmah ući u kvalifikacijsku obuku.
Svi studenti trebaju imati završenu Vojnu padobransku školu (Army Airborne School) prije početka kvalifikacija.